# Avlékété
Avlékété är en ort i Benin.   Den ligger i departementet Atlantique, i den södra delen av landet, 50 kilometer väster om huvudstaden Porto-Novo. Avlékété ligger 3 meter över havet och antalet invånare är 5 636.
Terrängen runt Avlékété är mycket platt. Havet är nära Avlékété söderut. Trakten är tätbefolkad. Närmaste större samhälle är Ouidah, 13,2 kilometer väster om Avlékété.